# Девід Тамкін
Девід Тамкін (28 серпня 1906 — 21 червня 1975) — американський композитор єврейського походження, який народився в Чернігові, Україна. 
Сім'я Тамкіна емігрувала до Портленда, штат Орегон, коли йому було менше року. У ранньому віці Девід почав брати уроки скрипки і, зрештою, потрапив у клас Генрі Беттмана. Там він познайомився з Луїсом Кауфманом, майбутнім видатним скрипалем, який виступав на концертах та записах. Він став другом Тамкіна на все життя і пізніше відіграв важливу роль у просуванні та створенні опери «Диббук».
Значну частину своєї професійної кар'єри Девід працював як аранжувальник, композитор і оркестрант музики голлівудських фільмів. Він був залучений до створення музики більш ніж до 50 фільмів у період з 1939 по 1970 роки. Його найважливіше досягнення, опера «Диббук», була виконана в Нью-Йоркській опері у жовтні 1951 року.